# Siége de Nedroma (1296)
 (juin 2024).
Siège de Tlemcen (1299-1307)
Le Siège de Nedroma était un épisode du siège de Tlemcen (1299-1307), entre les Zianide de Tlemcen et les Mérinides.

## Contexte
Le 10 novembre 1295, le sultan mérinide Abu Yaqub Yusuf lança une expédition contre les Zianides de Tlemcen. Il arriva à Nedroma en juin 1296 et l'assiégea.

## Siège
Abu Yaqub assiégea Nedroma, mais le gouverneur Zakaria Ibn Yakhlaftan et la garnison locale résistèrent, même sous les tirs de catapultes sur les murs de la ville. Abu Yaqub perdit espoir et se retira le 5 août 1296 décidant d'attaquer l'Oranie à la place,,.

## Conséquences
Bien que Nedroma ait résisté à ce siège, la ville fut capturée en 1298 après que Zakaria abandonna et se rendit aux Mérinides. Ce siège faisait partie d'une série de conflits plus larges entre les Zianides et les Mérinides, qui se poursuivirent jusqu'en 1307 avec le siège de Tlemcen,.